# Bjarne Semb
Bjarne Kristian Holtermann Semb, född 3 augusti 1939, död 7 november 2017, var en norsk hjärtkirurg. Hans namn blev uppmärksammat internationellt 1985 när hans läkarlag vid Karolinska sjukhusets thoraxklinik genomförde Europas första lyckade implantation av ett konstgjort hjärta.
Bjarne Semb hade en medicinsk examen från München 1963 och medicinsk doktorsgrad från Oslo 1971. Han var specialist på allmänkirurgi, thoraxkirurgi och var överläkare i hjärtkirurgi vid Rikshospitalet i Oslo. Han har författat ett flertal vetenskapliga publikationer inom allmänkirurgi, transplantationskirurgi och hjärtkirurgi. Han deltog i den första fasen av njurtransplantationskirurgi i USA och vid världens första hjärttransplantationer i Sydafrika 1967.
Han var medlem av ett flertal internationella hjärtkirurgiska föreningar och har mottagit utmärkelser för sitt arbete från Norsk Kardiologisk Forening, International and American Biographical Institutes, Nobelkommittén Karolinska Institutet, Universitetet i Helsingfors och Scandinavian Association for Thoracic and Cardiovascular Surgery. Den svenska regeringen utnämnde honom 1984 till Sveriges enda professur i thoraxkirurgi. Han anställdes av staten som professor och överläkare vid Karolinska Institutet och av Stockholms läns landsting som klinikchef vid Thoraxkirurgiska kliniken, Karolinska Sjukhuset.

## Implantation av konstgjort hjärta
I Sverige utförde han 1985 den första lyckade serien av hjärttransplantationer samt den 7 april 1985 Europas första lyckade implantation av ett konstgjort hjärta (Jarvik-7), på en patient som var i slutskedet av hjärtsvikt, och som inte kunde genomgå hjärttransplantation på grund av lever- och njursvikt. Patienten, den 52-årige affärsmannen Leif Stenberg, levde ganska normalt några månader, vilket motiverade det fortsatta internationella utvecklingsarbetet av det konstgjorda hjärtat. 1986 inopererade han på en döende hjärtsviktspatient ett konstgjort hjärta som blev ersatt av hjärttransplantat när ett givarhjärta blev tillgängligt. Patienten tillfrisknade helt och kunde gå tillbaka till sitt tidigare arbete. Detta blev Europas första lyckade så kallade bridge-to-transplant. Senare har mer än ett tusentals sådana ingrepp utförts på döende hjärtsjuka patienter i avvaktan på givarhjärtan, med samma goda patientöverlevnad som efter vanlig hjärttransplantation.
På 1980-talet fanns i Sverige stora motsättningar beträffande hjärndödsbegreppet och organdonation. Inom Thoraxkliniken restes kritik mot Semb och etiken vid hjärttransplantationer och användandet av det konstgjorda hjärtat. Under hot om uppsägningar från flera narkosläkare försökte sjukhusledningen januari 1987 avskeda honom som klinikchef, men Semb stämde landstinget som november 1987 ogiltigförklarade hans avsked och erlade skadestånd. Samtidigt fick han full upprättelse från Socialstyrelsen, Karolinska Institutet och Karolinska Institutets etiska kommitté. Hjärndödsbegreppet infördes sedan i svensk lag vid nyåret 1988. Semb fortsatte som professor och överläkare vid Karolinska Institutet, men sade upp sin klinikchefstjänst vid Thoraxkliniken. Kirurgiskt arbetade han därefter mest internationellt, främst i Milwaukee, USA, som gästprofessor och hjärtkirurg vid Medical College of Wisconsin och Milwaukee Heart Associates, ett internationellt referenscenter för svårbehandlat kranskärlssjukdom.